# Das grüne Monokel
Das grüne Monokel ist ein deutscher Detektiv- und Kriminalfilm aus dem Jahre 1929 aus der Filmreihe Stuart Webbs. Regie führte Rudolf Meinert.

## Handlung
Der junge Hans von Traß ist ein hochrangiger, deutscher Diplomat. Eines Tages wird dem Legationsrat ein wichtiges Geheimdokument gestohlen. Merkwürdigerweise bezichtigt seine Verlobte Christa Varell, die mit einem fingierten Brief nach Hamburg gelockt wurde, in einem Schreiben sich selbst des Diebstahls. Meisterdetektiv Stuart Webbs wird vom Vorgesetzten von Traß‘ mit diesem merkwürdigen Fall betraut – doch ist es wirklich Webbs? Nein, es handelt sich um den Dokumentendieb selbst, einen gewissen McCornick, der sich mit Webbs' Dokumenten, die ein Komplize dem wahren Detektiv gestohlen hatte, ausgestattet hat und sich sogar ein grünes Monokel zugelegt hat, das der echte Stuart Webbs seit geraumer Zeit trägt. Von Traß ist über den Dokumentenraub zutiefst bestürzt und lernt auf einer Reise den wirklichen Stuart Webbs kennen. Der ist bereit, den Fall zu übernehmen und findet rasch heraus, dass dieser selbstbezichtigende Brief Christas eine Fälschung ist. Webbs erfährt, dass McCornick hinter dem Diebstahl steht – eine lichtscheue Gestalt, die Mitglied einer ausländischen Verbrecherbande ist. 
In der halbseidenen Tänzerin Inez Rion, seiner Geliebten, hat McCornick ebenso eine Verbündete wie in den beiden Kleinganoven Miller und Snyder, zwei seiner Handlanger. Während Inez versucht, die Spuren des Diebstahls so gut wie möglich zu verwischen, bekommt Stuart heraus, dass sie die eigentliche Schreiberin des falschen Selbstbezichtigungsschreibens ist. Webb erzwingt von Inez ein Geständnis und heftet sich – per D-Zug, Auto, Flugzeug und Motorboot – an McCornicks Fersen. Die Verfolgungsjagd führt ihn bis nach Montreux. Dort kann der Ganove ihn noch einmal kurz übertölpeln. McCornick schießt einen Komplizen, von dem er sich betrogen fühlt, nieder. Dann kommt es zu einem erbitterten Feuergefecht zwischen dem echten und dem falschen Stuart Webbs. Schließlich lässt der Meisterdetektiv die Bande hochgehen und festnehmen. Legationsrat von Traß erhält sein wichtiges Dokument zurück.

## Produktionsnotizen
Gedreht wurde im Juni und Juli 1929 in den UFA-Ateliers von Berlin-Tempelhof sowie in Berlin, Hamburg, Frankfurt am Main, Basel und Montreux (Außenaufnahmen). Dem Film lag ein 1927 erschienener Roman von Guido Kreutzer zugrunde.
Das grüne Monokel, das vorletzte Stuart Webbs-Filmabenteuer, passierte die Filmzensur am 7. September 1929 und wurde mit Jugendverbot belegt. Die Uraufführung fand am 24. September 1929 in Berlins Titania-Palast statt.
Die Filmbauten entwarf Robert Neppach, die Ausführung besorgte sein junger Kollege Erwin Scharf. Louis Domke hatte die Aufnahmeleitung.

## Kritiken
Lotte Eisner schrieb im Film-Kurier: „Der Kriminalfilm wird diesmal mehr zum Abenteuerfilm. (…) Rudolf Meinert findet das Tempo für diesen Film, er lässt, bemüht um scharfe Pointierung, die Szenen Schlag auf Schlag folgen. Das Überraschende, das an Stelle des Geheimnisvollen gesucht wird, hat seine Wirkung – die Spannung hält an. (…) Ralph Cancy räumt auf mit dem bisherigen Detektivideal des älteren Herrn im karierten Ulster und mit der Shagpfeife. Unbeirrt, elegant in liebenswürdiger Rätselhaftigkeit erlebt er seine Abenteuer.“
In der Frankfurter Zeitung war von Siegfried Kracauer zu lesen: „Der Name Webbs ist geblieben, aber nicht nur sein Träger hat sich verringert, sondern auch die Missetaten sind einfältiger geworden. Ralph Cancy, der neue Webbs, mutet wie ein Schüler des alten an und zeichnet sich weniger durch Witz als durch ein gefärbtes Monokel aus. Auf dem anderen Auge sieht er auch nicht viel. dass er dennoch der Intrige auf den Grund kommt, ist im Wesentlichen ihrer Schlichtheit und den Vorschriften des Manuskripts zu danken. (…) Den Darstellern ermangelt der pointierte Charakter, und die Regie verfährt nach dem üblichen Schema. So ist ein Stück von mittelmäßiger Spannung entstanden, das nur die Sehnsucht erweckt, dass sich der ursprüngliche Webbs selber wieder auf die Jagd nach fähigeren Verbrechern begeben möge.“
Wiens Neue Freie Presse kam zu folgendem Urteil: „Ein grünes Monokel, das sich der Detektiv mitunter völlig grundlos ins Auge klemmt, hat den einzigen Zweck, den Titel zu rechtfertigen. Ein Film voll Hochspannung und Höllentempo. Ein Leckerbissen für Liebhaber von Kriminalromanen. Sherlock Holmes wird übertrumpft, Wallace steht Pate. Ein neuer Stuart Webbs, Ernst Reichers Nachfolger namens Ralph Cancy, sieht mit seiner kleinen, breiten Nase seiner mächtigen Stirn und den geschlitzten Augen wie ein japanischer Boxchampion aus und zeigt viel Gewandtheit. Von besonderer Bravour Gaston Modot als gehetzter Spitzbube. Paul Hörbiger verbreitet echten Landstreicherhumor. (…) Die reizende Suzy Vernon und die damenhafte Betty Bird bringen etwas Anmut in den Hexenkessel, in dem mit Vehemenz in vierter Geschwindigkeit gestohlen, gefälscht, geprügelt und geschossen wird.“